# Горбатый-Шуйский, Борис Иванович (боярин)
Князь Бори́с Ива́нович Горба́тый-Шу́йский (? 1460 — 1537) — воевода, наместник и боярин во времена правления Василия III Ивановича и правительницы Елены Васильевны Глинской при малолетнем Иване IV Васильевиче Грозном.
Из княжеского рода Шуйские (Шуйские-Горбатые). Второй сын князя И. И. Горбатого-Шуйского. Имел братьев, князей: боярина Михаила Ивановича по прозванию Лапа, боярина Владимира Ивановича и Ивана Ивановича.

## Биография

### Служба Василию III
В 1495—1496 годах сопровождал Ивана III в государевых походах к Новгороду.
В 1512 году, сперва воевода войск правой руки на Угре против пришедших крымских царевичей, а потом послан первым воеводой Большого полка в Дорогобуж.
В 1513 году воевода полка правой руки в первом Смоленском походе из Дорогобужа. В этом же году пожалован в бояре.
В 1514 году воевода Большого полка в Дорогобуже во время второго Смоленского похода. Участвовал первым воеводой Сторожевого полка в осаде и взятии Смоленска.
В 1515 году отправлен первым воеводой Большого полка из Смоленска с Михаила Юрьевича Захарьиным к Мстиславлю, а по соединению пришедших из Дорогобужа войск, назначен вторым воеводой, а по возвращении в Дорогобуж первым воеводой войск правой руки.
В 1516 году первый воевода в Дорогобуже.
В 1517—1518 годах наместник смоленский.
В 1519 году наместник в Новгороде.
В 1520 году третий боярин (после Василия Васильевича Шуйского и Михаила Даниловича Щенятева) в Боярской думе. В этом же году второй воевода в Дорогобуже, а потом первый воевода в Коломне и на Угре.
В 1521 году первый воевода в Можайске. В августе этого же года во время набега Мухаммед-Гирея прикрывал столицу у Коломны.
В 1522 году упомянут первым воеводой Большого полка «на пристани» через Оку.
В 1523—1524 годах воевода муромский. Начальник конницы в Казанских походах 1523 и 1524 годов, когда был основан город Васильсурск.
В 1525 году участвовал в походе из Смоленска под Мстиславль.
В январе 1526 года на бракосочетании великого князя Василия III с княжной Еленой Васильевной Глинской, второй дружка со стороны невесты.
Осенью 1527 года во главе обороны Москвы от Исляма Гирея. В этом же году третий воевода в Коломне.
В 1528 году выступил поручителем за князя М.Л Глинского и младших князей Андрею Михайловичу и Ивану Михайловичу Шуйских, которые пытались отъехать к удельному князю Юрию Дмитровскому.
В 1530 году Горбатый значится в числе опальных бояр, получивших прощение по поводу рождения у великого князя Василия сына — Ивана Грозного.
Весной 1531 года сперва второй воевода в походе к Сиверу на Клевике, а потом воевода рати стоящей против крымцев в Путивле.
В январе 1533 года на свадьбе родного брата великого князя Василия III — князя Андрея Ивановича Старицкого и княжны Ефросинии Андреевны Хованской, сидел третьим за большим государевым столом напротив боярынь.

#### Служба Ивану Грозному
В 1533 году был в числе бояр, к которым умирающий государь обратился со своей последней волей, и вошёл четвёртым бояриным в состав Верховной думы, учреждённой на время малолетства царя Ивана IV.
В 1534 году, по Воскресенской летописи, его родственник, Андрей Михайлович Шуйский сообщил ему о предложении удельного князя Юрия Ивановича Дмитровского перейти с братом на службу и таким образом изменить малолетнему Ивану Грозному. Князь Б. И. Горбатый-Шуйский о данном разговоре доложил боярам, а те правительнице великой княгине Елене Глинской, которая дала указание поймать и посадить князя Юрия Дмитровского. При проведении дознания, князь А. М. Шуйский пытался оговорить князя Бориса Ивановича, которого обвинил в намерении бежать в Литву, но ему удалось оправдаться и великая княгиня выяснила, что: «князь Андрей лгал, а князь Борис сказал правду». В этом же году отправлен наместником в Новгород.
В 1534—1537 годах наместник новгородский и псковский. В 1535 году послан первым воеводою Большого полка из Новгорода и Пскова на Великое княжество литовское, где прошёл от Опочки, по Полоцким, Витебским и Бряславским землям, осадил Осиновец, Сенну и Латыгошеву. Сойдясь с отправленными из Москвы войсками, прошёлся с разорительным походом до самой Вильны, откуда возвратился в Полоцкие земли и прошёлся с войском по Лифляндской границе. Возвратился в апреле 1536 года в Опочку с большими военными трофеями. В 1535 году вменсте с М. С. Воронцовым заключил русско-шведский и русско-ливонский договоры.
В 1536 году вновь первый воевода в Дорогобуже. Летом этого же года вторично отправлен из Новгорода первым воеводою Большого полка и велено ему стоять на Опочке для охранения российских областей от прихода литовцев. В этом же году вновь принимает участие в походе против литовцев первым воеводою Большого полка.
В 1537 году первый наместник в Новгороде, заключил перемирие с шведским королём Густавом I Вазой. В этом же году командовал в Мстиславле Большим полком и вскоре умер.
Похоронен в Троице-Сергиевом монастыре, о чём свидетельствует надгробная надпись: «Князь Борис Иванович Горбатой, в иноцеках Боголеп, представился 7046 (1538) года июля в 21 день».
В марте 1539 года его сын князь Александр Борисович дал по отцу Троице-Сергиеву монастырю земли Ростовского уезда.

## Критика
В поколенной росписи князей Горбатых-Шуйских имеется ещё один князь № 4 Борис Иванович, который жил ранее указанного выше князя Бориса Ивановича и упомянутый в 1489 году воеводой войск на Каме для военных действий с вятчанами. В 1492 и 1495 годах участвовал в государевых Новгородских походах.
А. Б. Лобанов-Ростовский в «Русской родословной книге» указывает дату смерти — 1536 год. Эту же дату указывает Василий Николаевич Берх.
М. Г. Спиридов в своей работу указывает службы князя Бориса Ивановича, уже после его смерти: в марте 1545 года участвовал четвёртым воеводою в Казанском походе. В 1547 году в первый воевода Большого полка в походе из Смоленска в Мстиславль. Умер в 1547 году.
П. Н. Петров в «Истории родов русского дворянства», также указывает, что князь Борис Иванович умер на воеводстве в Мстиславле в 1547 году.

## Семья
От брака с княгиней Анастасией Фёдоровной (ум. до 1539 года) имел детей:
- Князь Горбатый-Шуйский Александр Борисович — воевода и боярин.